# OEC
| OEC 680 cc (JAP-motor) uit 1925                   |
| OEC 350 cc (Blackburne-motor), eveneens uit 1925. |
| OEC uit 1928 met 750 cc JAP-motor.                |

OEC is een historisch Brits merk van motorfietsen.
OEC stond voor: Osborn Engineering Co, Gosport, Hampshire, later O.E.C. Ltd., Portsmouth en O.E.C. Ltd., Riverside Works, Weybridge.
Frank Osborn bouwde al in 1901 motorfietsen, waarbij hij gebruikmaakte van blokken van Minerva en MMC. Mogelijk werden al vanaf 1914 de Blackburne-motorfietsen bij OEC geproduceerd en kwamen de modellen onder beide merknamen op de markt (badge-engineering).
Osborns zoon John nam samen met Fred Wood in 1920 het merk Blackburne over en de eerste machines die daarna gebouwd werden heetten dan ook OEC-Blackburne. Er waren 346-, 498-, 676- en 1096 cc-modellen. Een beroemde machine is de 990 cc V-twin met Anzani-motor die vanaf 1923 in races werd gebruikt.
OEC gebruikte vanaf 1920 het zogenaamde “Duplex-stuursysteem” van Fred Wood en al vijf jaar eerder was er een zijspancombinatie voor taxigebruik met een stuurwiel. In 1929 kwam er een model met de watergekoelde Tinkler-motor, die echter geen succes werd.
In de jaren dertig werden er ook Matchless-motoren gebruikt en na de oorlog Villiers-tweetakten. In de recessie van de jaren dertig kwam ook OEC in grote financiële problemen. De productie werd stilgelegd, maar Osborn en Wood kregen steun van een groep Britse motordealers en namen de productie weer op.

## Whitwood Monocar
Van 1936 tot 1939 produceerde Osborn Engineering een soort auto op twee wielen, de "Whitwood Monocar". Deze werd zowel met open als gesloten carrosserie geleverd en had twee steunwieltjes die bij stilstand op de grond gezet werden. De Monocar was met verschillende JAP-motoren leverbaar, die varieerden van 248- tot 490 cc.

## Atlanta Duo
Een ander "luxe" model dat van eind 1935 (of begin 1936) tot 1937 gebouwd werd was de Atlanta Duo, een Feet forward bike waarbij de rijder op een comfortabel zadel achterover geleund zat en dat wat plaatwerk had om de rijder tegen de weersinvloeden te beschermen.
Tijdens de Tweede Wereldoorlog produceerde OEC vrijwel uitsluitend militaire producten tot de fabriek bij een bombardement vernield werd. Na de oorlog werd deze herbouwd en ging men lichte motorfietsen met Villiers-blokken produceren. OEC-speedwaymachines hadden een JAP-motor. In 1954 kwam OEC opnieuw in de problemen en het merk verdween definitief van de markt.
- Zie ook Temple.

## Spot- en bijnamen
OEC (algemeen): Odd Engineering Company De werkelijke naam was Osborn Engineering Company, maar men maakte weleens aparte modellen.